# Шанхайский центр восточного искусства

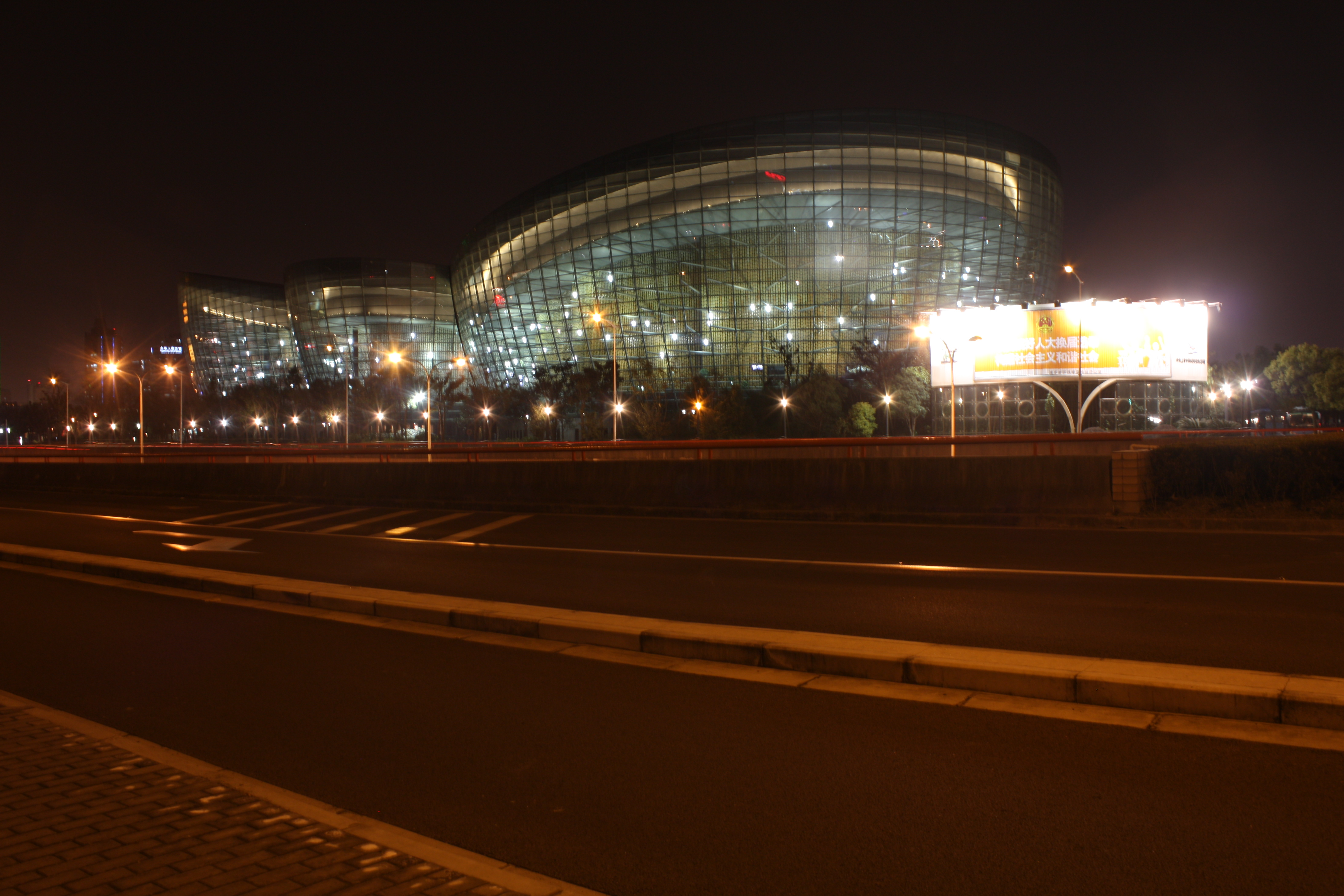
Шанхайский центр восточного искусства

Шанхайский центр восточного искусства (кит. трад. 上海東方藝術中心, упр. 上海东方艺术中心, пиньинь Shànghǎi Dōngfāng Yìshù Zhōngxīn, палл. шанхай дунфан ишу чжунсинь) — один из крупнейших культурных объектов в Шанхае и во всём Китае. Он посвящён исполнительскому искусству, но также включает пространства для выставок, конференций и прочего. Он был построен по проекту французского архитектора Поля Андрё. Здание было официально открыто в конце 2004 года и стало символом синтеза западных и традиционных форм искусства в Китае последних лет. В Центре проходят различные культурные мероприятия, в том числе в 2005 году здесь давал свой шанхайский концерт Берлинский филармонический оркестр.
Фасады здания выполнены из ламинированного стекла с включением перфорированного металла. Пять взаимосвязанных полусферических залов или «лепестков» напоминают в плане бабочку или цветок орхидеи, каждый из «лепестков» представляет собой фойе, Театральный зал, Концертный зал, Выставочный зал и Оперный зал. Интерьер каждого из пяти сегментов украшен большими камнями на стенах, в каждом зале своего цвета. Тёмный гранит пола, обстановка насыщенных оттенков и солнечный свет, затемняемый тонированным стеклом, предполагает создать атмосферу леса. Вечером искусственное освещение меняется в зависимости от проходящих в залах выступлений.